# Jerzy Leszek Olszewski
Jerzy Leszek Olszewski (ur. 12 czerwca 1937 w Hajnówce, zm. 11 sierpnia 2015 w Kielcach) – polski geograf, specjalista w zakresie fitoklimatologii i ekologii, doktor habilitowany, pracownik Zakładu Badań Ssaków PAN, profesor nadzwyczajny Akademii Świętokrzyskiej im. Jana Kochanowskiego, dziekan Wydziału Matematyczno-Przyrodniczego Wyższej Szkoły Pedagogicznej w Kielcach (1996–1999). Krajoznawca, fotografik i działacz społeczny.

## Życiorys
Był synem pracownika leśnej kolei wąskotorowej w Puszczy Białowieskiej, Wacława Olszewskiego i mającej korzenie białoruskie Walerii z Rodziewiczów.
W 1960 ukończył studia z zakresu geografii na Uniwersytecie Wrocławskim. Swoją pracę magisterską, której promotorem był prof. Antoni Kosiba, poświęcił badaniom meteorologicznym we Wrocławiu i na Szrenicy, które prowadził w latach 1956–1959. Doktoryzował się w 1970 w Instytucie Geografii Uniwersytetu Warszawskiego na podstawie rozprawy Klimat północno-wschodniej Polski w ujęciu kompleksowym, napisanej pod kierunkiem prof. Wincentego Okołowicza. Stopień naukowy doktora habilitowanego uzyskał w 1986 w Polskiej Akademii Nauk w oparciu o pracę pt. Rola ekosystemów leśnych w modyfikacji klimatu lokalnego Puszczy Białowieskiej.
W trakcie studiów podjął pracę w Katedrze Meteorologii i Klimatologii Uniwersytetu Wrocławskiego. W 1960 został zatrudniony w Zakładzie Geofizyki PAN, rok później przeszedł do pracy w Zakładzie Badań Ssaków PAN, w którym od 1962 kierował Pracownią Bioklimatologii. Na początku lat 70. współtworzył scenariusz ekspozycji Muzeum Przyrodniczo-Leśnego Białowieskiego Parku Narodowego, otwartej dla zwiedzających w 1972. W marcu 1987 podjął pracę w Wyższej Szkole Pedagogicznej w Kielcach, przekształconej w 2000 w Akademię Świętokrzyską. W Instytucie Geografii objął stanowisko profesora nadzwyczajnego i kierował Zakładem Meteorologii i Bioklimatologii. W kadencji 1996–1999 pełnił funkcję dziekana Wydziału Matematyczno-Przyrodniczego kieleckiej uczelni. Po przejściu na emeryturę w 2007, do 2014 wykładał na Wydziale Turystyki i Rekreacji Prywatnej Wyższej Szkoły Ochrony Środowiska w Radomiu.
Podczas pracy w Zakładzie Badań Ssaków PAN zajmował się klimatologią kompleksową, fitoklimatologią i ekologią. W trakcie pracy w Wyższej Szkole Pedagogicznej w Kielcach i Akademii Świętokrzyskiej kierował zespołem badającym klimat Gór Świętokrzyskich (przede wszystkim Łysogór), a także zróżnicowanie  topoklimatyczne i biotopoklimatyczne Kielc. Naukowo zajmował się także warunkami klimatycznymi Góry Chełmowej (1993), torfowiska Białe Ługi (1997) i Chęcińsko-Kieleckiego Parku Krajobrazowego (2001). W sierpniu 1992 został zaproszony przez Instytut Ewolucyjnej Morfologii i Ekologii Zwierząt im. A.N. Siewiercowa Rosyjskiej Akademii Nauk jako konsultant w zakresie badań ekoklimatycznych (w ramach konsultacji przebywał w Moskwie, Petersburgu i Centralno-Leśnym Rezerwacie Biosfery w Wałdaju).
Był promotorem ok. 200 prac licencjackich, inżynierskich, magisterskich oraz rozprawy doktorskiej Grzegorza Żarnowieckiego (1992). Był wiceprezesem Kieleckiego Towarzystwa Naukowego, należał również do Polskiego Towarzystwa Ekologicznego, Polskiego Towarzystwa Geograficznego, International Association for Vegetation Science, Polskiego Towarzystwa Geofizycznego i Polskiego Towarzystwa Botanicznego. Ponadto był członkiem Rady Naukowej Świętokrzyskiego Parku Narodowego (1991–1995), redakcji „Ekologii Polskiej” (1969–1991), redaktorem naukowym „Rocznika Świętokrzyskiego” oraz redaktorem „Studiów Kieleckich”.
Działał w Towarzystwie Przyjaciół Białowieży. Był wykładowcą na kursach przewodnickich PTTK. Przy białowieskich zakładach naukowych prowadził koło turystyczne „Barć”. Wraz z Januszem Bogdanem Falińskim i Czesławem Okołowem opublikował w 1970 przewodnik turystyczny pt. Trzy dni w Puszczy Białowieskiej.
Uczestniczył w konkursach fotograficznych. Za zdjęcie budynku z połowy XIX w. w szacie zimowej otrzymał w 1966 jedną z trzech równorzędnych nagród w konkursie Białostockiego Towarzystwa Kultury. Swoje zdjęcia prezentował m.in. podczas wystawy fotograficznej „Białowieża wczoraj i dziś” (1984). Kolekcjonował widokówki, swoje zbiory przedstawił podczas wystawy „Pół wieku Białowieży na widokówkach” w Domu Wycieczkowym PTTK w Białowieży (1965).
Odznaczony był Złotym i Srebrnym Krzyżem Zasługi (1984, 1977). Otrzymał Odznakę „Zasłużony Białostocczyźnie” (1976), Złotą Odznakę Honorową PTTK (1980) i Srebrną Odznakę Honorową LOP (1982). W 1987, za pracę habilitacyjną, został wyróżniony nagrodą sekretarza naukowego PAN.
Zmarł w Kielcach, został pochowany 17 sierpnia 2015 na cmentarzu w Białowieży.